# 妙佑医疗国际
44°1′20″N 92°28′0″W / 44.02222°N 92.46667°W

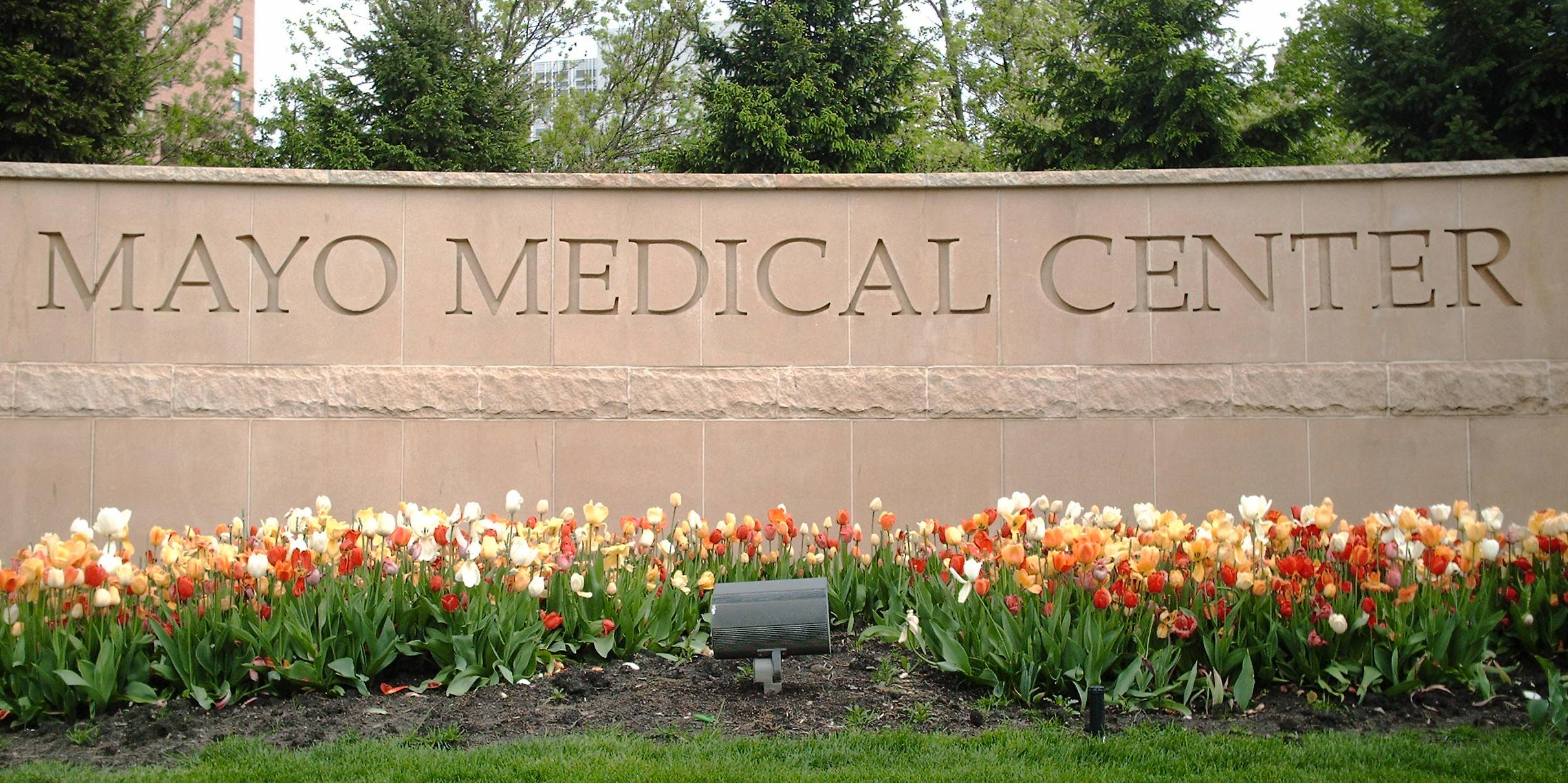
妙佑医疗国际的正门，2006年

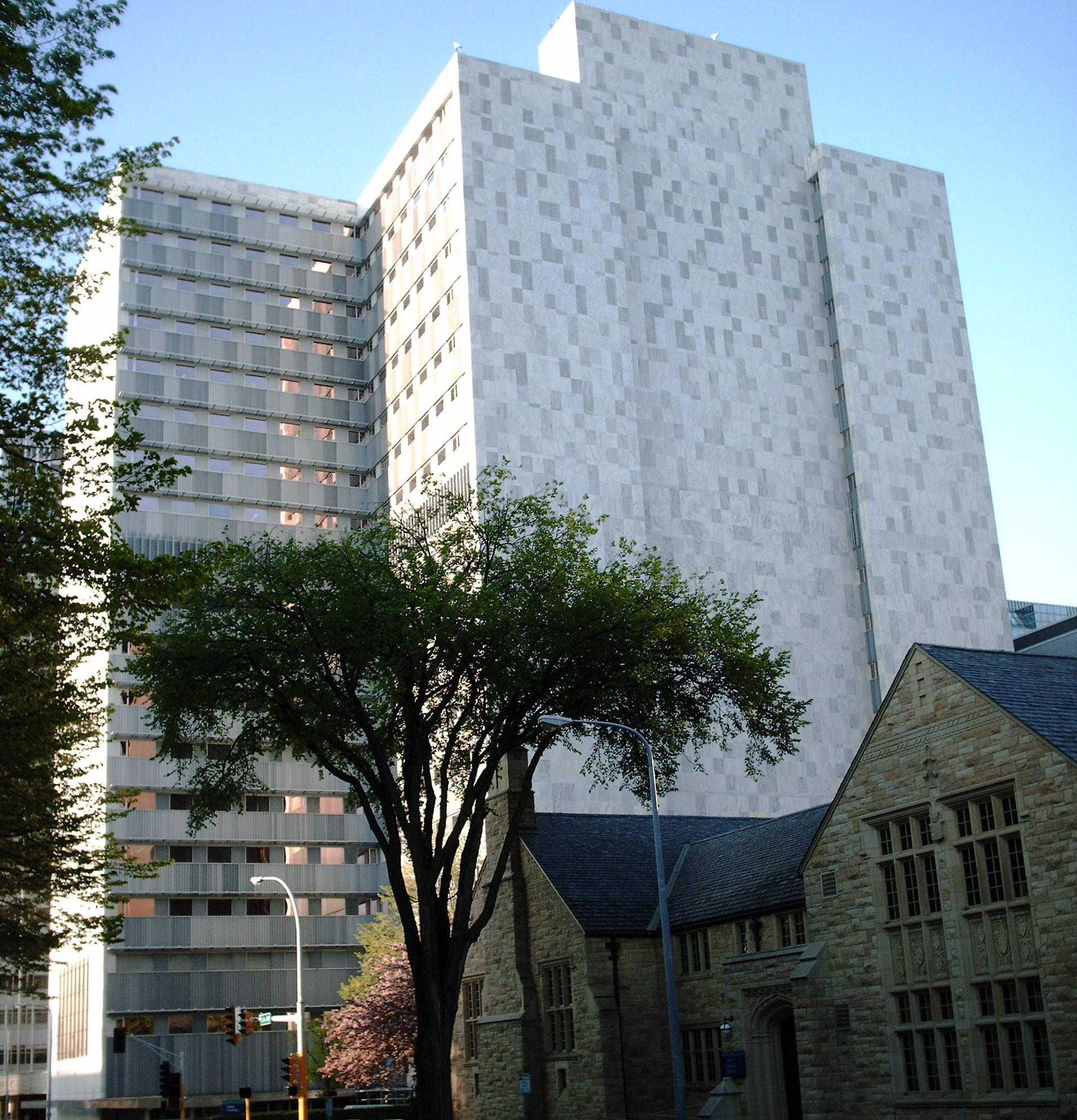
妙佑医学院（前）與妙佑医疗国际主楼

妙佑医疗国际，又名梅奥诊所（英語：Mayo Clinic）、梅約診所、馬約診所、梅奥医学中心，是美国明尼苏达州罗彻斯特的一所医疗机构。該醫院成立於1864年。在佛罗里达州的杰克逊维尔及亚利桑那州的斯科茨代尔有分院，在明尼苏达州、爱荷华州、威斯康辛州还有一些小的诊所和医院。常年在各大權威報道中位列世界排名第一的最佳医院。
该机构2017年的綜合財務報告顯示，2017年營業利潤達7.07億美元，營收120億美元。相比2016年，營業利潤增長了超過2.25億美元，主營業務收入增長了10億美元。營業利潤率也從2016年的4.3％增長至2017年的5.9%。

## 简介
“梅奥诊所”名字中的“诊所”（Clinic），通常指单一的小型门诊设施，而该机构也正是如此起家的。但如今的妙佑医疗国际是一个全面的医疗保健系统，包括门诊、医院、医学研究及医学教育机构。妙佑医疗国际是明尼苏达州第二大非营利性组织，2004年妙佑医疗国际营业额56亿美元、有51万新病人、总门诊量2百万、13万人次入院、近60万人住院。
妙佑医疗国际支付医师酬薪的方式特殊。在美国的大多数医疗体系，医生酬薪取决于其所看病人的数量。妙佑医疗国际的医师酬薪不取决于病人的数量，酬薪是参照可比的大型医疗集团的医师的市场薪酬。

## 历史
- 1846年，威廉·梅奥从英国移民到美国。
- 1850年，威廉·梅奥开始行医。

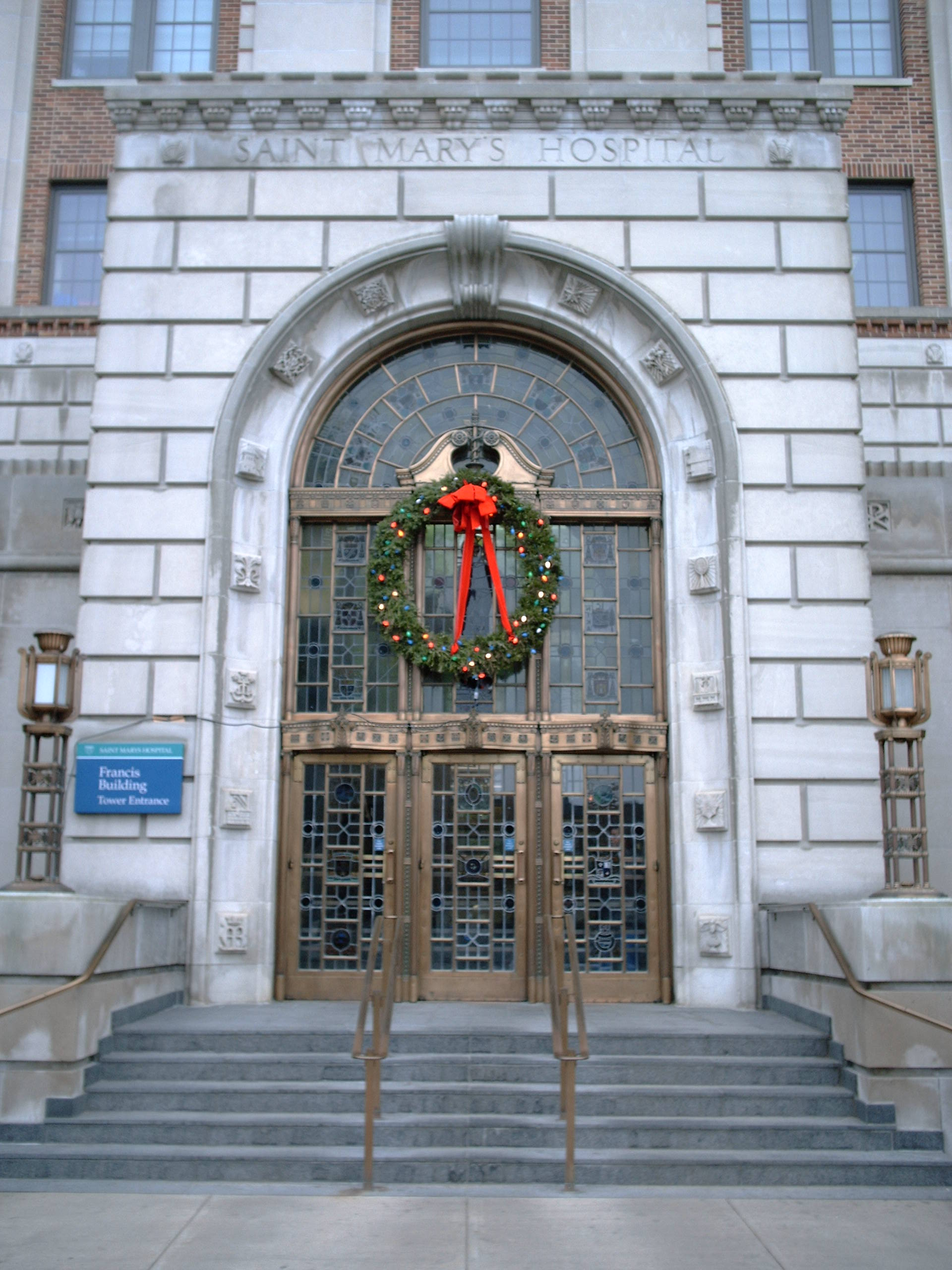
圣玛丽医院

- 1883年，威廉·梅奥的儿子，威廉·詹姆斯·梅奥（1861-1939）毕业于美国密西根大学医学院，加入其父亲的诊所。
- 1888年，威廉·梅奥的儿子，查尔斯·霍勒斯·梅奥（1865-1939）毕业于美国西北大学的芝加哥医学院，加入其父亲的诊所。
- 1883年，5级龙卷风袭击罗彻斯特，造成大量人员伤亡，威廉梅奥治疗幸存者。
- 1889年，与圣弗朗西斯修女院合作建立了27张病床的圣玛丽医院。今天，该医院有1157张病床。
- 1901年，Henry Stanley Plummer加入威廉·梅奥。
- 后来，梅奥帮助明尼苏达大学建立了医学院。
- 1970年代后期梅奥诊所开始有了自己的梅奥医学院。
- 2015年美國梅奧醫療集團與高瓴資本在中國成立合資公司北京惠每極致醫療科技有限公司。
- 2024年6月22日妙佑医疗国际在中华人民共和国上海市设立其中国内地首个实体分支机构。该机构注册名称为妙佑医疗国际（上海）代表处，办公场所设立于上海和睦家医院静安院区内。[5]

## 著名病人
- 美国前总统，约翰·肯尼迪
- 美国前总统，杰拉尔德·福特
- 美国前总统，罗纳德·威尔逊·里根
- 美国前总统，乔治·赫伯特·沃克·布什
- 约旦国王，侯赛因·宾·塔拉勒
- 阿拉伯联合酋长国前总统，扎耶德·本·苏尔坦·阿勒纳哈扬
- 巴林首相，哈利法·本·萨勒曼·阿勒哈利法
- 美国20世纪小说家，欧内斯特·海明威